# 福島県道270号山上赤木線
福島県道270号山上赤木線（ふくしまけんどう270ごう やまがみあかぎせん）は、福島県相馬市内を通る一般県道である。

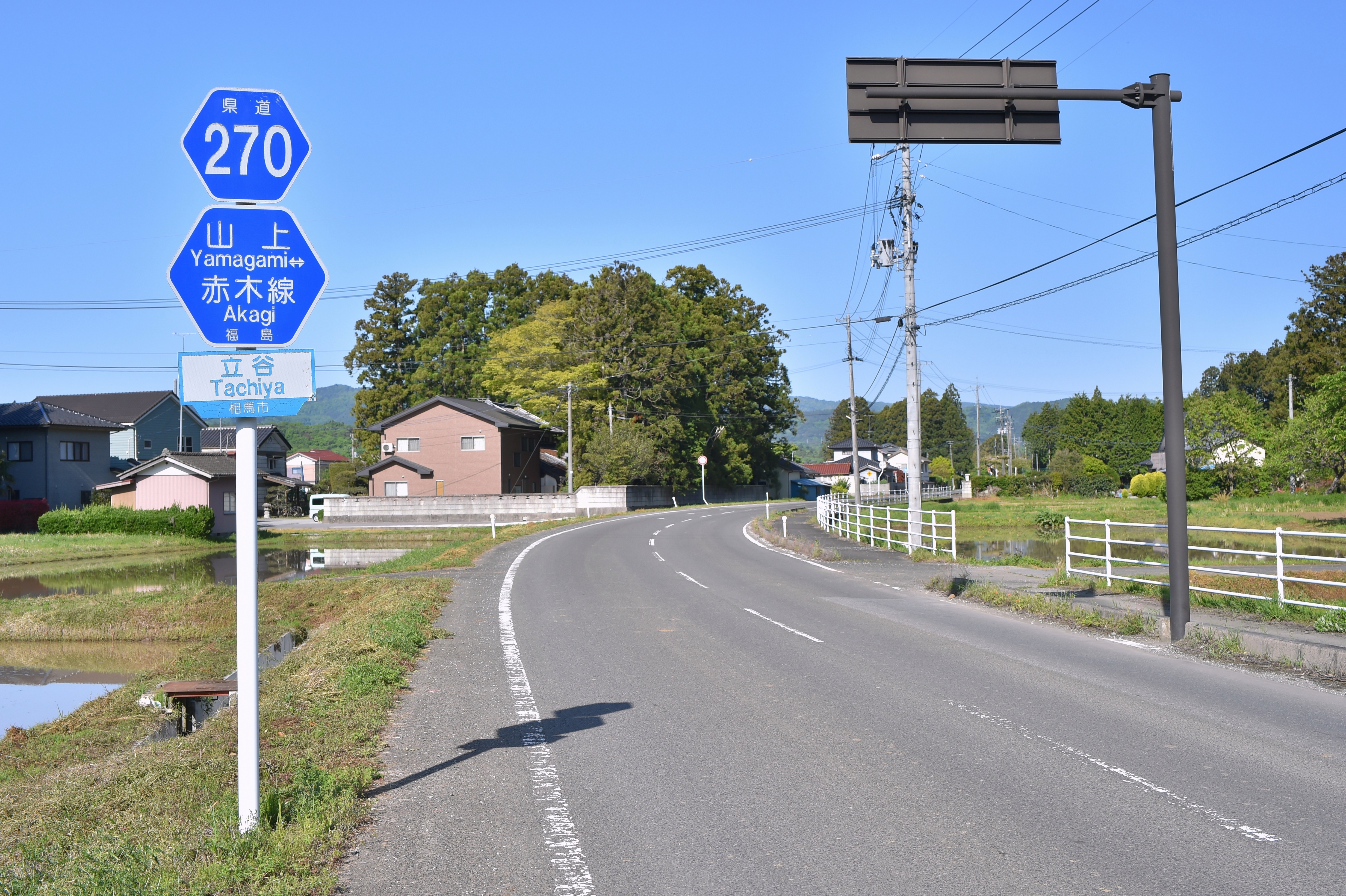
福島県道270号山上赤木線
相馬市立谷（2024年5月）

## 路線概要
- 起点：相馬市山上字堀坂
- 終点：相馬市立谷字町畑
- 総延長：4.952km[1]
  - 実延長：4.938km
- 路線認定年月日：1959年8月31日[2]

### 道路施設
堀坂橋
- 全長：65.1m
- 幅員：6.8m
- 竣工：1967年[3]

相馬市山上字中川から今田字湯在小路に跨り、二級水系宇多川を渡る。北詰の交差点が当路線の起点である。

## 通過する自治体
- 相馬市

## 接続・交差する道路
- 国道115号（山上字堀坂 起点）
- 福島県道34号相馬浪江線（坪田字台前）
- 福島県道164号鹿島日下石線（立谷字中屋敷）
- 福島県道121号日下石新沼線（立谷字町畑 終点）